# Miroir d'eau, la Seine et ses affluents
Miroir d'eau, la Seine et ses affluents est une fontaine dessinée et réalisée au début du XXe siècle par le sculpteur François-Raoul Larche et visible aux abords du Grand Palais, dans le 8e arrondissement de Paris.

## Localisation
La fontaine est située dans les jardins des Champs-Élysées, dans le 8e arrondissement de Paris. Elle prend place au centre du square Jean-Perrin, espace bordant le côté Nord du Grand Palais, et limité par l'avenue du Général-Eisenhower. Elle fait face à l'escalier permettant d'accéder aux Galeries nationales.

## Historique
François-Raoul Larche présente ce projet en plâtre au Salon des artistes français de 1910 et obtient la médaille d'honneur. À l'origine, l'artiste proposait ce projet pour la place du Carrousel, au sein du palais du Louvre, mais il fut finalement réalisé en marbre quelques années plus tard et installé sur le côté du Grand Palais, dans un espace baptisé depuis « square Jean-Perrin ». Il meurt en 1912 et Jean-Marie Mengue achève le projet.
Au début des années 2020, un projet de restructuration du Grand Palais prévoit le « décaissement » du square afin de faciliter l'accession au musée de part et d'autre de l'escalier donnant sur l'espace vert. Il est prévu de faire disparaître la fontaine et de la remplacer par un « miroir d'eau » moderne, ce qui suscite les critiques de défenseurs du patrimoine.

## Description
La fontaine se présente comme un grand bassin ovoïde orné sur sa margelle de trois groupes de trois personnages qui représentent les affluents de la Seine. Pour chaque groupe, un personnage féminin adulte est accompagné de deux enfants. Sont ainsi évoqués neuf cours d'eau : l'Aube, le Loing, l'Essonne, l'Yonne, l'Armançon, la Cure, l'Oise, la Marne et le Petit Morin.
On remarque aussi un riche environnement en végétaux et animaux (poissons, tortues). Les poses des personnages sont très animées et originales, l'ensemble étant traité dans un style typique de l'Art nouveau. Le nom Miroir d'eau évoque la surface plane de l'eau où se mirent les personnages, la circulation d'eau étant limitée au maximum et provenant d'un conduit situé sous la surface.

## Détails

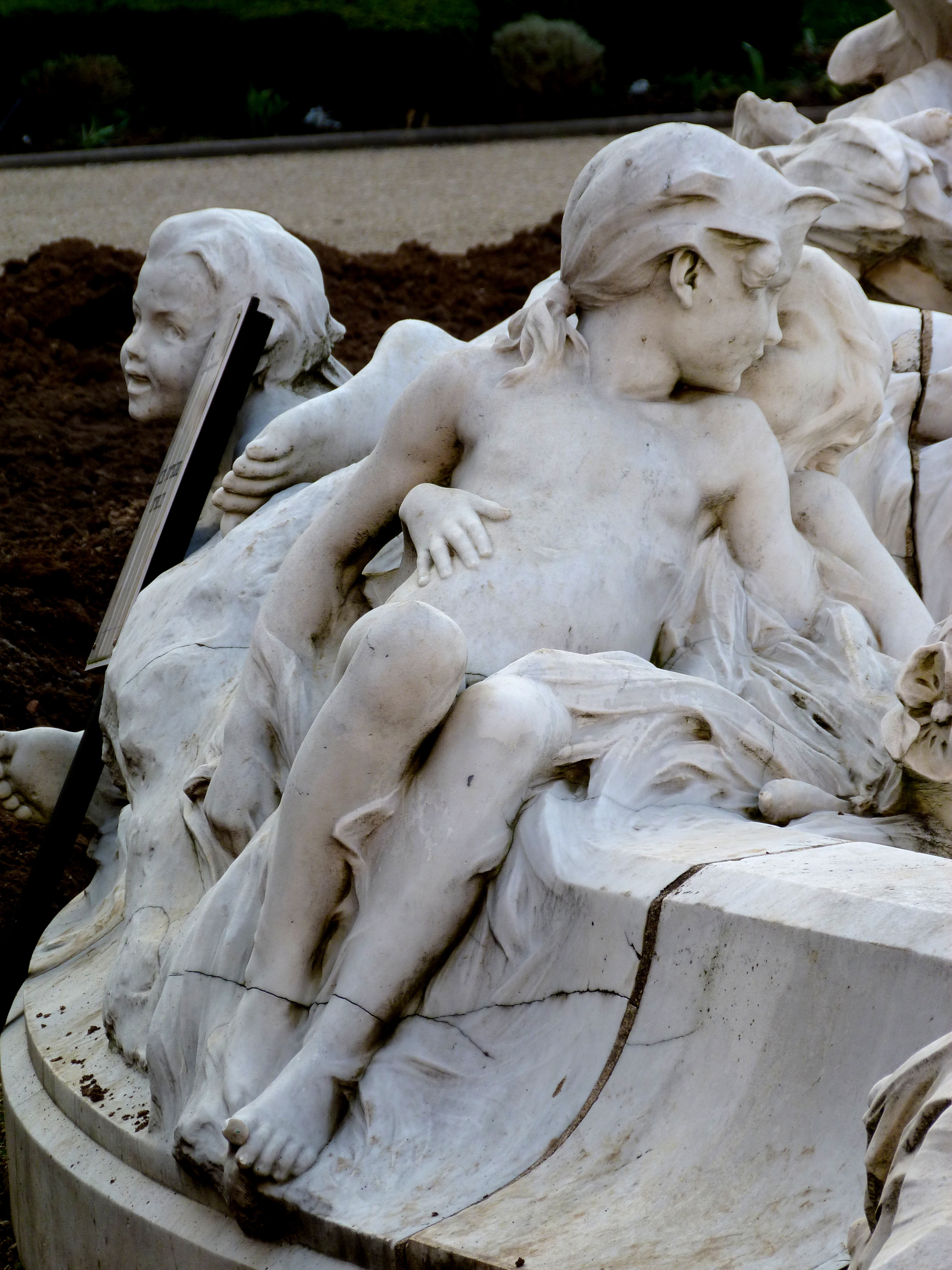
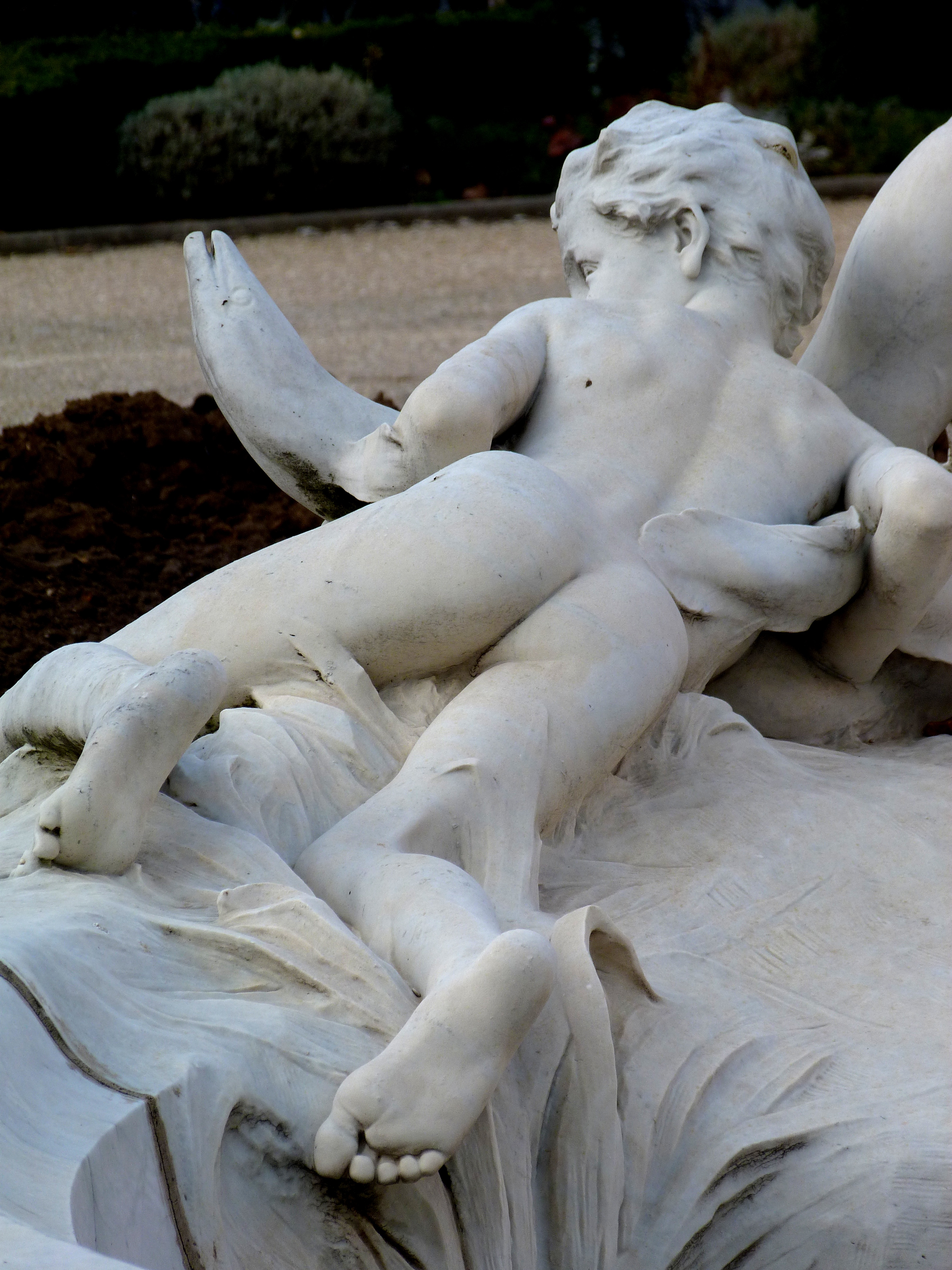
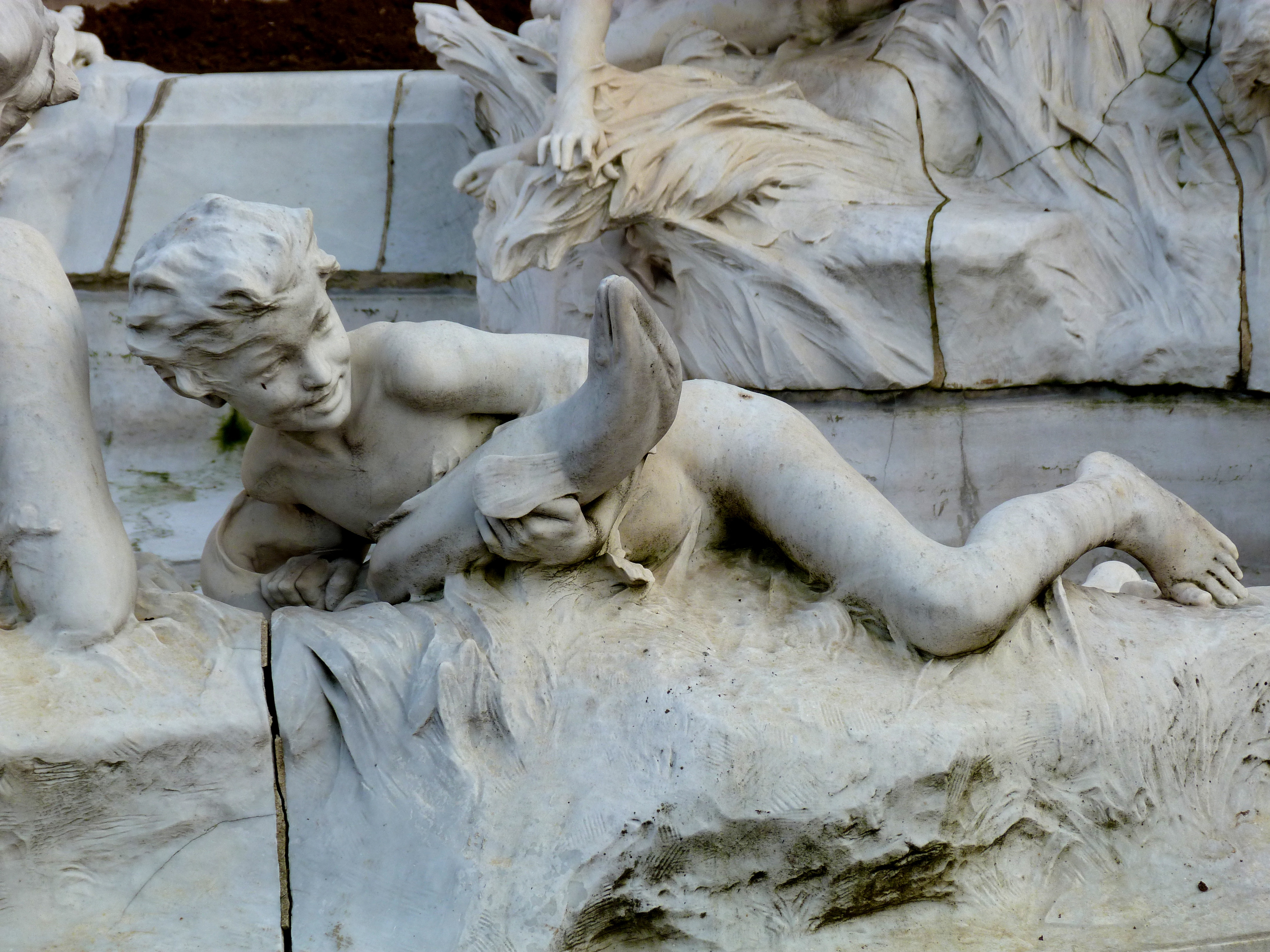
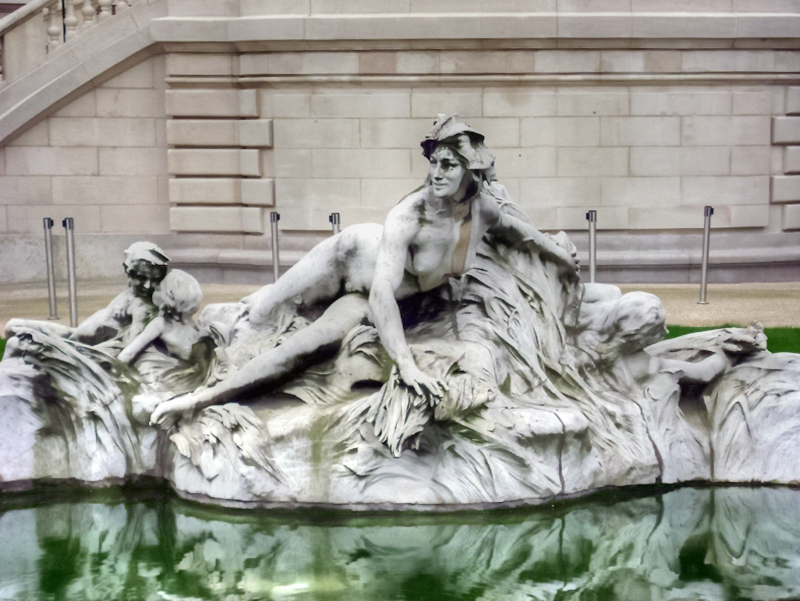
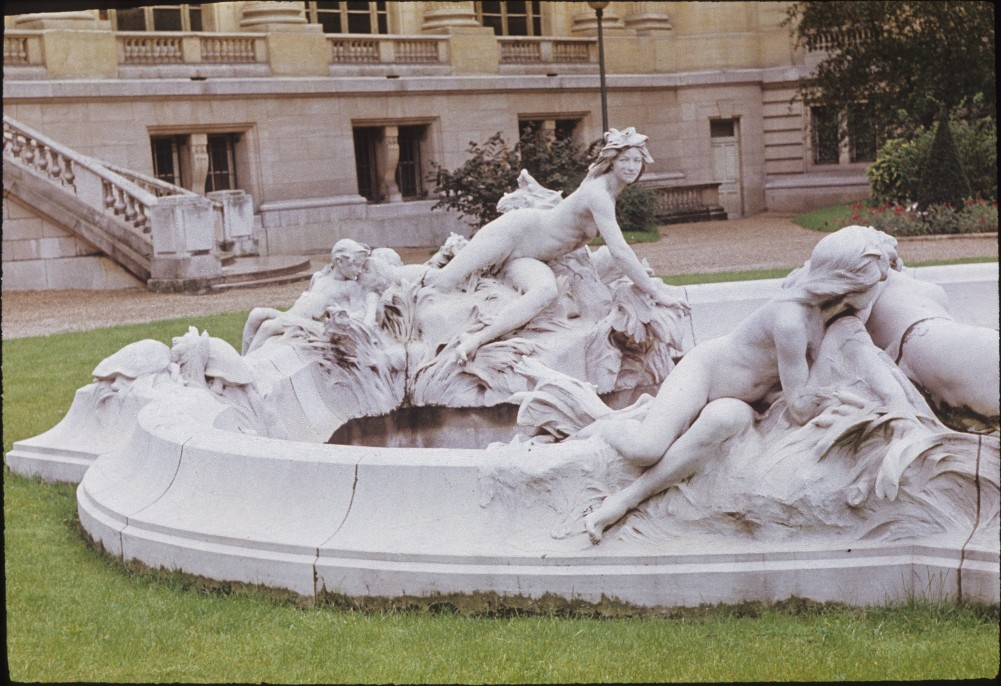
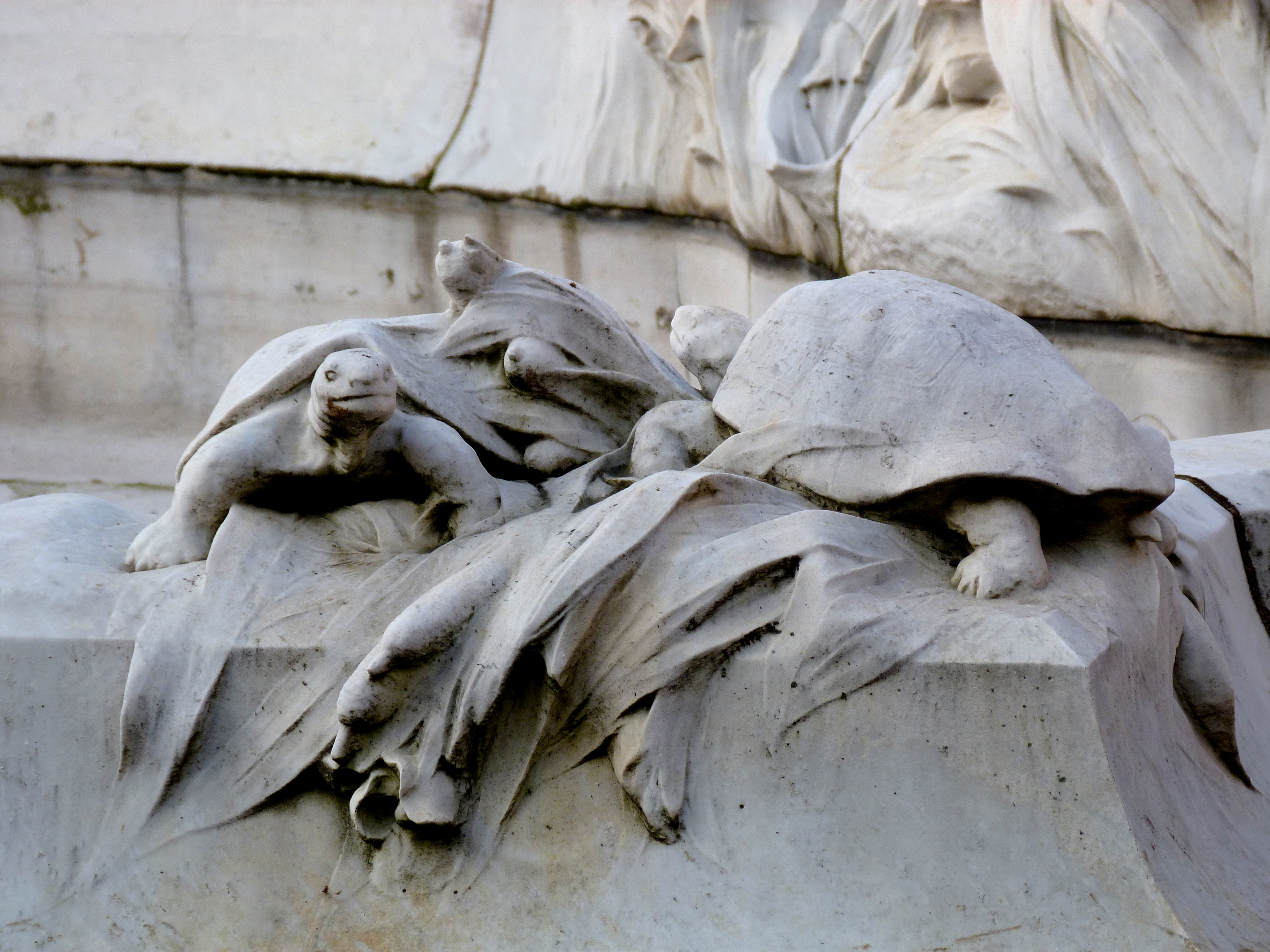
Les tortues.